# Xerraire caputxí
El xerraire caputxí (Turdoides atripennis) és un ocell de la família dels leiotríquids (Leiothrichidae).

## Hàbitat i distribució
Habita els boscos de Mali, Senegal, Gàmbia, Guinea Bissau, Guinea, Sierra Leone, Libèria, Costa d'Ivori, Ghana, Togo, Benín, sud de Nigèria, sud-oest de Camerun, sud-oest de la República Centreafricana, oest d'Uganda i nord i nord-est de la República Democràtica del Congo.

## Taxonomia
Considerat antany l'única espècie del monotípic gènere Phyllanthus Lesson, 1844, va ser inclòs al gènere Turdoides pel Congrés Ornitològic Internacional arran els treballs de Cibois et al. 2018

El Handbook of the Birds of the World però, considera que aquesta espècie són en realitat tres:
- Turdoides atripennis (sensu stricto) – xerraire caputxí bru.[5] Des de Gàmbia i el Senegal fins Libèria.
- Turdoides rubiginosus (Blyth, 1865) - xerraire caputxí rovellat.[6] Des de Costa d'Ivori fins Camerun.
- Turdoides bohndorffi (Sharpe, 1884) - xerraire caputxí rogenc.[7] De la Rep. Centreafricana, Rep. Dem del Congo i oest d'Uganda.